# Црква Вазнесења Господњег у Белој Паланци
Црква Вазнесења Господњег у Белој Паланци или Црква Христовог Вазнесења, једна је од две цркаве у Белој Паланаци, у којој се налази садиште Белопаланачких парохија и Архијерејског намесништва белопаланачког. Храм који се налази у централном делу града, изграђена је у периоду од 1909—1910. године, по одобрењу, тадашњег министра просвете Краљевине Србије од 14. маја 1903. године.

## Историја
Иницијативу за изградњу Црква Христовог Вазнесења, од старне становника Беле Паланке описаоа је у једној од својих књига познати путописац, историчар, археолог и добар познавалац прилика у Србији, Феликс Каниц: 
| „ | да се након ослобођења од Турака 27. децембра 1877. хришћанско становништво из околине одмах бацило на рушење тврђаве. Њен источни и јужни фронт, заједно са свим турским зградама, послужили су као каменолом за Цркву Христовог Успенија. Годину дана након ослобођења од Турака варошани Беле Паланке се обраћају министру црквених дела са молбом да се омогући градња Цркве. | ” |

## Изглед
Цркву је пројектовао арх. Милорад Рувидић, стални наставник (историје архитектуре, византијске архитектуре и архитектонских проблема) архитектонског одсека Техничког факултета у Београду. Према овом пројекту Црква има површину 132,63 m² и висину заједно са кубетом 21,15 m, а њена градња одговарала је тзв. ханзеновом стилу. Пројекат и градња цркве у потпуности одговара тзв. ханзеновом стилу, који су у изградњи цркава прихвтиле српске архитиекте од Теофила Ханзена, Данца, који је за историју српски архитектуре значајан пре свега због његов рада на проучававу и оживљавању принципа византијског градитељства.
У архитектонском погледу, грађевина је у основи триконхоналног типа, са фасадом која је сем њене источне стране, подељена по хоризонтали на три поља кордон венцима и по вертикали полуколонетама на угловима у којима се спајају углови апсида. Доње ивице прозора се подударају са доњом ивицом кордон венца, а горње одвајају површину испод кровног венца на којима се истичу мање розете са крстовима. Улаз на источној страни цркве подигнут је на три степеника, са два бочна пуна стуба и два полустуба који носе трем, а западно прочеље има трапезни облик.
Кубе цркве је осмострано и у потпуности је у складу са архитектонским решењем које срећемо и код осталих српских средњовековних цркава. Кубе је подељено на угловима полуколонетама са прозорима на свакој од осам полигоналних површина.

## Обнова
Црква Христовог Вазнесења у Белој Паланци имала је првобитни изглед све до 2010. године, када јој је, у време свештеника Драгана Ђокића, дозидана припрата и обновљена целокупна фасада, која је обојена тако да се полуколонете и кордон венци јасно издвајају у боји цигле, од основе, која представља неку средину између драп и розе боје. Исте године у цркви је постављен нов иконостас, који је осликао иконописац Дејан Манделц рођен у Младеновцу 1973. године, и замењен под који је урађен у штампаном бетону.
По завршетку грађевинских радова и освећења цркве од стране Патријарха Иринеја, настављено је  фрескописање храма, које и даље траје.